# Francisco de Aguirre de Meneses

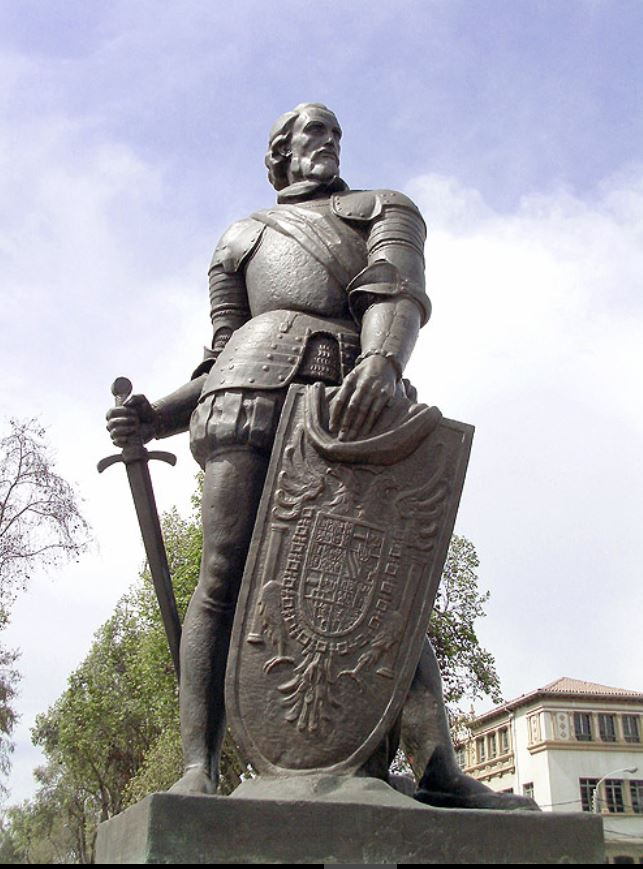
Francisco de Aguirre de Meneses

Francisco de Aguirre de Meneses (* 1507 in Talavera de la Reina, Spanien; † 1581 in La Serena, Chile) war ein spanischer Konquistador, der an den Eroberungszügen gegen Chile, Peru, Argentinien und Bolivien teilnahm.

## Leben
Der aus der Provinz Toledo stammende de Aguirre war der Sohn von Hernando de la Rúa und Constanza de Meneses. Er trat der Armee unter dem spanischen König Karl V. bei und nahm an der Schlacht von Pavia und 1527 an dem Sturm auf Rom teil. Als sich de Aguirre 1517 in Rom aufhielt, wurde ihm aufgetragen auf ein Kloster acht zu geben, was vom Papst entlohnt wurde, da dieser gestattete, dass de Aguirre seine eigene Cousine, María de Torres y Meneses, heiraten durfte.
1536 begab sich de Aguirre nach Peru mit einem großen Gefolge, das auch mit Sklaven versehen war. Er stellte sich auf die Seite Gonzalo Pizarros, als dieser belagert wurde, und nahm zwischen 1538 und 1539 an der Eroberung des heutigen Boliviens teil unter dem Kommando des Diego de Rojas.
1540 hörte de Aguirre, dass Pedro de Valdivia sich aufgemacht hatte, Chile zu erobern. De Aguirre entschloss sich, an dieser Expedition ebenfalls teilzuhaben und marschierte mit seinen Truppen nach Tarapacá, wo er zwei Monate auf Valdivia wartete. Schnell gewann De Aguirre das Vertrauen des Expeditionsleiters und sicherte sich einen guten Wohnsitz in der neuen Kolonie.
Am 20. Juni 1549 wurde de Aguirre in den Rang des Vizegouverneurs der Gebiete zwischen der Atacamawüste und dem Río Choapa ernannt. Eine seiner ersten Aufgaben war, die Stadt La Serena, die von Indianern zerstört wurde, neu aufzubauen. Was die Bestrafung und Bekämpfung der Indianer anging, zeigte de Aguirre eine eiserne Hand. Ende August desselben Jahres konnte er die Stadt für wiedererrichtet erklären. Er ließ sie so aufbauen, dass sich die Spanier künftig gegen die Indianer verteidigen konnten. Danach schickte er Truppen aus, um Aufstände der Indianer zu unterdrücken, was ihm im Norden Chiles auch gelang, allerdings auf Kosten der Bevölkerungsdichte. Einige Landstriche wurden stark entvölkert.
1551 setzte sich der Vizegouverneur im Kampf um Tucumán, das jenseits der Anden lag, gegen Núñez de Prado, der den starken Einfluss Valdivias unterschätzt hatte, durch. Daraufhin gründete er am 25. Juli 1553 die Stadt Santiago del Estero del Nuevo Maestrazgo. Allerdings sind einige Historiker der Ansicht, dass die Gründung 1550 vollzogen wurde.
Nachdem Valdivia in der Schlacht von Tucapel gefallen war, sollte sein letzter Wille, de Aguirre in seinem Amt anzuerkennen, vollzogen werden. Doch de Aguirre hielt sich in Tucumán auf und so konnte Francisco de Villagra seine Ansprüche durchsetzen und sich selbst als Gouverneur einsetzen. Nach der Inkenntnissetzung de Aguirres durch seine Freunde begab sich dieser unmittelbar nach La Serena, wo er als Gouverneur von Chile und Oberbefehlshaber anerkannt wurde. Er untermauerte seine Forderung neben dem Willen Valdivias damit, dass das Militär ihn ebenfalls in seinen Ambitionen bestärken würde. Nachdem die Truppen von Hernando de Aguirre, dem Bruder des Gouverneurs in spe, entwaffnet wurden, wurde eine Bittschrift nach Lima geschickt. Allerdings lautete das dort gefallene Urteil, dass de Aguirre das für ihn vorgesehene Amt nicht übernehmen soll. An seiner statt sollte Andrés Hurtado de Mendoza eingesetzt werden, der wiederum nach seiner Amtszeit von Villagra beerbt werden sollte. Da de Aguirre keine größeren Heere unterstanden, war er gezwungen, diesen Entschluss anzunehmen.
1557 reiste der Sohn des designierten Gouverneurs, Marquis of Cañete in die Provinz und setzte de Aguirre und Villagra fest, obwohl diese sich ihm gegenüber höflich verhalten hatten.
De Aguirres Haft fand in den Augen des spanischen Königs Karl V. und dessen Beratern keinen großen Gefallen. Darum wurde de Aguirre durch den Vizekönig von Peru, Diego López de Zúñiga zum Gouverneur von Tucumán ernannt. Dieser wurde von einem Aufstand der Generäle in seinem Amt beengt. Nachdem de Aguirre diesem Aufstand Herr geworden war, erklärte er dieses Gebiet 1564 der spanischen Krone wieder zugehörig.
Es kam zu einer Revolte unter Jerónimo de Holguín, die Erfolg hatte, sodass de Aguirre erneut inhaftiert wurde. Nach seiner Befreiung musste er sich vor Gericht verantworten, da ihm häretische Handlungen vorgeworfen wurden. Die immer wieder schwelenden Aufstände bewegten Diego López de Zúñiga dazu, de Aguirre aus seinem Amt zu entfernen. Nach de Aguirres Rückkehr nach Chile 1576 lebte er in La Serena bis zu seinem Tod im Jahre 1581.